# Костарев, Николай Сергеевич
Николай Сергеевич Костарев (10 октября 1914, Сочи — 21 января 1983, Ростов-на-Дону) — русский советский поэт, драматург.

## Биография
Родился 10 октября 1914 года в Сочи. После школы в 1931 году работал счетоводом в колхозе.
С 1933 — студент инженерно-экономического факультета Московского планового института, после окончания которого был распределён в Управление Северо-Кавказской железной дороги в Ростове-на-Дону.
Участник Великой Отечественной войны. Принимал участие в битвах за Москву и Сталинград, на Южном фронте и окончил войну под Берлином. Инженер-майор. Награждён боевыми наградами.
После демобилизации, вернулся на прежнее место работы. Некоторое время был на партийной работе. В 1959—1969 — директор Ростовского театра музыкальной комедии (ныне Ростовский музыкальный театр), в 1969—1970 годах — руководитель Ростовской филармонии.

## Творчество
Дебютировал в 1936 году, когда в новочеркасской газете «Знамя коммуны» было опубликовано его первое стихотворение. Затем его стихи и басни публиковались во многих областных и центральных газетах и журналах.
Член Союза писателей СССР с 1966 года.
Николай Костарев — автор поэтических сборников, басен и пародий. Опубликовал более двадцати книг стихов для детей.
Поэт-песенник. В содружестве с композиторами В. Мурадели, Д. Покрассом, С. Заславским, Л. Лядовой, Е. Птичкиным, Г. Капанаковым и другими написал более 50 песен.
Им создан ряд драматургических произведений: фантастическая комедия «Украденное солнце», сказка «О золотом коне и мече-саморубе», пьеса «Схватка в лесу», поставленные на сценах некоторых театров страны. Музыкальная комедия для детей «Великий волшебник» по либретто Н. Костарева, написанному совместно с В. Губаревым, была поставлена Ростовским театром музыкальной комедии и в 1964 году показана в Москве на сцене Государственного Кремлёвского театра.

## Избранные произведения
Книги басен и пародий
- «Банкет с изюминой» (1976)
- «Любовь без обмана» (1981)

Книги детских стихов
- «Отгадай-ка!»,
- «Наша дорога»,
- «Голубой экспресс»,
- «Зеленый глазок»,
- «Здравствуй, солнце!»,
- «Золотинки»,
- «Страна Буквария»,
- «Чудо-чудеса»,
- «Почему я Почемучка»,
- «Любопытными глазами»,
- «Янтарики»,
- «Волшебники труда» и др.